# Sacada
Sacada (in greco antico: Σακάδας?; Argo, VI secolo a.C. – ...) è stato un poeta e musicista greco antico.

## Biografia
Nato ad Argo, Sacada fu poeta e musicista: Pausania il Periegeta affermò che Sacada eseguì un'aria di sua composizione, con il flauto, talmente bella da convincere Apollo a riconciliarsi con i suonatori di aulos, divenuti invisi al Dio da quando Marsia aveva avuto l'insolenza di sfidarlo. Secondo il contemporaneo Pindaro, citato da Plutarco, Sacada vinse per tre volte la gara di aulodia durante i giochi Pitici, ottenendo grande fama nel mondo greco.
Alla sua morte fu onorato con una statua posta nel sacro bosco delle Muse, sul monte Elicona, e all'epoca di Pausania, nel II secolo, la tomba del musicista era ancora esistente e venerata.

## Opere
Di Sacada non restano frammenti, anche se sappiamo che fu autore di composizioni per flauto, dette nomoi, la più nota delle quali, divenuta canonica nei repertori dei giochi Pitici, fu il nomos che ricordava la lotta di Apollo contro il drago Pitone.
Oltre alle composizioni flautistiche, Sacada avrebbe composto, in distici elegiaci, anche una Iliupersis, probabilmente simile, per impianto e stile, a quella del citarodo Stesicoro.